# 蒙古糖芥
蒙古糖芥（学名：Erysimum flavum）为十字花科糖芥属下的一个种。

## 扩展阅读
維基物種上的相關：蒙古糖芥